# Hymenoplia illigeri
Hymenoplia illigeri är en skalbaggsart som beskrevs av Perez Arcas 1874. Hymenoplia illigeri ingår i släktet Hymenoplia och familjen Melolonthidae. Inga underarter finns listade i Catalogue of Life.